# Peglio, Como
Peglio là một đô thị ở tỉnh Como trong vùng Lombardia, có cự ly khoảng 80 km về phía bắc của Milano và khoảng 40 km về phía đông bắc của Como. Tại thời điểm ngày 31 tháng 12 năm 2004, đô thị này có dân số 209 người và diện tích là 10,8 km².
Peglio giáp các đô thị: Domaso, Dosso del Liro, Gravedona, Livo.